# 张国伟 (1963年)
张国伟（1963年5月—），男，汉族，河南西峡人，中华人民共和国政治人物。1982年9月参加工作，1984年11月加入中国共产党。曾任河南省人力资源社会保障厅党组书记、厅长等职。

## 简历
1979年9月，张国伟考入南阳师范专科学校，主修数学专业。1994年11月，任中共方城县委副书记、县长。1997年12月，任中共方城县委书记。2001年9月，任南阳市人民政府副市长。2005年5月，任中共商丘市委常委、组织部部长。2007年1月，任中共商丘市委常委、副市长。2011年9月，任河南省安全生产监督管理局局长。2013年4月，任中共平顶山市委副书记，市人民政府副市长、代理市长，同年5月当选为市长。2017年2月，任中共新乡市委书记。
2021年7月至2023年1月，任河南省人力资源和社会保障厅厅长。2023年1月17日，出任河南省第十四届人民代表大会法制委员会主任委员。

## 外部連結
| 中国共产党职务         | 中国共产党职务                                      | 中国共产党职务 |
| ---------------------- | --------------------------------------------------- | -------------- |
| 前任： 舒庆            | 中国共产党新乡市委员会书记 2017年2月－2021年7月     | 繼任： 李卫东  |
| 中華人民共和國政府职务 |                                                     |                |
| 前任： 刘世伟          | 河南省人力资源和社会保障厅厅长 2021年7月－2023年1月 | 繼任： 丁同民  |
| 前任： 陈建生          | 平顶山市人民政府市长 2013年4月－2017年2月           | 繼任： 周斌    |